# Walter Mosley
Walter Ellis Mosley  (ur. 12 stycznia 1952 w Los Angeles) – amerykański pisarz, autor powieści kryminalnych oraz powieści science fiction.

## Życiorys
Przodkowie jego matki Żydówki pochodzili z Rosji, ojciec pracował jako urzędnik dla amerykańskiej armii podczas drugiej wojny światowej. Jego rodzice, ze względu na podziały rasowe, długo nie mogli się pobrać. Walter nie miał rodzeństwa; uczył się w szkole dla Afroamerykanów, jednej z pierwszych, która uczyła historii czarnej Ameryki. Jak sam podkreśla, czuje się zarówno Afroamerykaninem, jak i Żydem – obie grupy są dla niego równie ważne. Absolwent nauk politycznych na Johnson State College.

## Praca literacka
Walter Mosley zaczął pisać w wieku 34 lat. Bezpośrednich inspiracji dla jego utworów można szukać w twórczości Dashiella Hammetta, Grahama Greene’a czy Raymonda Chandlera. Pierwsza wydana książka Mosleya to Devil in a blue dress (Śmierć w błękitnej sukience Da Capo 1992) – należąca do literatury hard-boiled powieść o czarnoskórym prywatnym detektywie Easy Rawlinsie, weteranie drugiej wojny światowej, mieszkającym w Los Angeles. Książka ta zapoczątkowała cykl o Rawlinsie – do tej pory ukazało się dwanaście jego części. Mosley jest najbardziej znany właśnie z kryminałów, ale nie tylko takie utwory pisze – jest także autorem powieści science-fiction i politycznych. W 1995 roku Śmierć w błękitnej sukience stała się podstawą filmu W bagnie Los Angeles, w którym wystąpił Denzel Washington.

## Twórczość
Cykl o Easy Rawlinsie:
- Devil in a Blue Dress (1990) – wyd. pol. Śmierć w błękitnej sukience, seria Crime Classic, Da Capo 1992
- A Red Death (1991) – wyd. pol. Czerwona śmierć, seria Crime Classic, Da Capo 1992
- White Butterfly (1992)
- Black Betty (1994)
- A Little Yellow Dog (1996)
- Gone Fishin’ (1997)
- Bad Boy Brawly Brown (2002)
- Six Easy Pieces (2003)
- Little Scarlet (2004)
- Cinnamon Kiss (2005)
- Blonde Faith (2007)
- Little Green (2013)

Cykl o Fearless Jonesie:
- Fearless Jones (2001)
- Fear Itself (2003)
- Fear of the Dark (2006)

Cykl o Leonidzie McGillu:
- The Long Fall (2009)
- Known to Evil (2010)
- When the Thrill Is Gone (2011)
- All I Did Was Shoot My Man (2012)

Powieści science-fiction:
- Blue Light (1998)
- Futureland. Nine Stories of an Imminent World (2001)
- The Wave (2005)
- 47 (2005)

Powieści o Socratesie Fortlowie:
- Always Outnumbered, Always Outgunned (1997)
- Walkin' the Dog (1999)
- The Right Mistake (2008)

Inne utwory:
- RL’s Dream (1995)
- The Man in My Basement (2004)
- Walking the Line (2005),
- nowela w zbiorze Transgressions Fortunate Son (2006)
- The Tempest Tales (2008)
- The Last Days of Ptolemy Grey (2010)
- Parishioner (2012)

Powieści erotyczne:
- Killing Johnny Fry: A Sexistential Novel (2006)
- Diablerie (2007)

Sztuki:
- 'The Fall of Heaven, Samuel French (2011)

Literatura faktu: 
- Workin’ on the Chain Gang: Shaking off the Dead Hand of History (2000)
- What Next: An African American Initiative Toward World Peace (2003)
- Life Out of Context: Which Includes a Proposal for the Non-violent Takeover of the House of Representatives (2006)
- This Year You Write Your Novel (2007)
- Twelve Steps Toward Political Revelation (2011)

Komiks:
- Maximum Fantastic Four (2005, współautorzy: Stan Lee i Jack Kirby)